# Ovidiu Rocoș
Ovidiu Rocoș (n. 22 august 1898, Craiova, România – d. 3 februarie 1982, Craiova, România) a fost un actor de teatru român, distins cu titlul de artist emerit.

## Distincții
- Ordinul Muncii clasa a III-a (28 ianuarie 1954) „cu ocazia împlinirii a cinci ani de activitate a Teatrului de Stat din Arad, Teatrului de Stat din Brăila, Teatrului Maghiar de Stat din Cluj, Teatrului Evreesc de Stat din București, Teatrului Maghiar de Stat din Oradea, Teatrului de Stat din Ploești, Teatrului de Stat din Pitești, Teatrului de Stat din Reșița, Teatrului de Stat din Sibiu, Teatrului Maghiar de Stat din Sf. Gheorghe, Teatrului de Stat din Orașul Stalin, Teatrului Secuesc de Stat din Târgu Mureș, Teatrului Evreesc de Stat din Iași, Teatrului de Stat din Timișoara și pentru merite în activitatea artistică”[1]
- titlul de Artist Emerit al Republicii Populare Romîne (18 noiembrie 1955) „cu prilejul sărbătoririi centenarului Teatrului Național din Craiova”[2]